# 海牙中央车站
海牙中央车站（荷蘭語：Station Den Haag Centraal），荷兰海牙市最大的火车站，为荷兰最大的終端式月台火車站，有10个月台。海牙中央火车站为豪达－海牙铁路的终点站。海牙還有另一個島式月台火車站是海牙荷蘭車站（Den Haag Hollands Spoor）。

## 历史
海牙最早的火车站位于阿姆斯特丹－鹿特丹铁路的正线上，1843年由荷兰铁路开通运营。1870年，海牙第二个火车站海牙國家車站（Den Haag Staatsspoor）开通运营。1970年代，荷兰铁路公司决定在海牙國家車站旁邊建设海牙中央車站，1973年完工後，拆除了海牙國家車站。